# Kroong
Kroong là một xã thuộc thành phố Kon Tum, tỉnh Kon Tum, Việt Nam.

## Địa lý
Xã Kroong nằm cách trung tâm thành phố Kon Tum 18 km về phía tây bắc, có vị trí địa lý:
- Phía đông giáp xã Ngọk Bay
- Phía tây giáp huyện Sa Thầy
- Phía nam giáp xã Đak Năng
- Phía bắc giáp huyện Đăk Hà.

Xã Kroong có diện tích 32,78 km², dân số năm 2020 là 4.580 người, mật độ dân số đạt 140 người/km².

## Hành chính
Xã Kroong được chia thành 5 thôn: 2, Kroong Klah, Kroong Ktu, Trung Nghĩa Đông, Trung Nghĩa Tây.

## Lịch sử
Ngày 22 tháng 3 năm 2006, Chính phủ ban hành Nghị định số 28/2006/NĐ-CP về việc điều chỉnh 573 nhân khẩu của xã Kroong thuộc thị xã Kon Tum về xã Sa Nhơn thuộc huyện Sa Thầy quản lý.
Sau khi điều chỉnh nhân khẩu, xã Kroong có 3.280 ha diện tích tự nhiên và 4.397 nhân khẩu.
Ngày 10 tháng 4 năm 2009, Chính phủ ban hành Nghị định số 15/NĐ-CP về việc thành lập thành phố Kon Tum thuộc tỉnh Kon Tum. Xã Kroong trực thuộc thành phố Kon Tum.